# Nhân sinh đại sự
Nhân sinh đại sự (tiếng Trung: 人生大事; bính âm: Rénshēng Dàshì; nghĩa đen 'Chuyện lớn đời người'), tựa tiếng Anh: Lighting Up the Stars, là một bộ phim chính kịch Trung Quốc năm 2022 do Lưu Giang Giang viết kịch bản và đạo diễn, có sự tham gia của Chu Nhất Long và Dương Ân Hữu. Bộ phim kể về câu chuyện của một người làm nghề tang lễ vừa ra tù, gặp một đứa trẻ mồ côi trong một đám tang, điều này bất ngờ thay đổi thái độ của anh đối với công việc và cuộc sống.
Bộ phim được công chiếu tại Trung Quốc vào ngày 24 tháng 6 năm 2022. Tổng doanh thu phòng vé của bộ phim là 1,712 tỷ Nhân dân tệ, xếp thứ 4 trong danh sách doanh thu phòng vé cao nhất năm 2022 của điện ảnh Trung Quốc.

## Tóm tắt nội dung
Người làm nghề tang lễ Mạc Tam Muội (do Chu Nhất Long thủ vai) gặp đứa trẻ mồ côi Võ Tiểu Văn (do Dương Ân Hữu thủ vai) trong một đám tang ngay sau khi anh được ra tù. Tam Muội miễn cưỡng chăm sóc Tiểu Văn và quyết định này khiến cho anh càng thêm áp lực trong cuộc sống hiện tại của mình. Sau một loạt những sự cố, cặp cha con bất đắc dĩ này đã phát triển một mối quan hệ đặc biệt, và điều này đã thay đổi cách Tam Muội nhìn nhận về công việc và cuộc sống của một người làm nghề tang lễ.

## Dàn diễn viên
- Chu Nhất Long vai Mạc Tam Muội, một người làm nghề tang lễ.
- Dương Ân Hữu vai Võ Tiểu Văn, một đứa trẻ mồ côi.
- Vương Qua vai Vương Kiến Nhân, người làm nghề tang lễ và trợ lý của Mạc Tam Muội.
- Lưu Lục vai Ngân Bạch Tuyết, người làm nghề tang lễ kiêm thổi kèn điếu.
- La Kinh Dân vai Lão Mạc, cha của Mạc Tam Muội.
- Trịnh Vệ Lị vai Mạc đại tỷ, chị gái của Mạc Tam Muội.
- Ngô Thiến vai Hy Hy, bạn gái cũ của Mạc Tam Muội.
- Trần Sang trong vai Võ cửu cửu, cậu của Võ Tiểu Văn.
- Lý Xuân Ái vai Võ Hải Phi, mẹ của Võ Tiểu Văn.

## Sản xuất
Lưu Giang Giang bắt đầu viết kịch bản vào năm 2019, lấy cảm hứng từ văn hóa tang lễ ở miền bắc Trung Quốc. Kịch bản sau đó đã được giám chế Hàn Duyên bổ túc thêm.
Bộ phim được khởi quay vào ngày 27 tháng 5 năm 2021 tại Vũ Hán và đóng máy vào ngày 1 tháng 8.

## Phát hành
Phim dự kiến phát hành vào ngày 2 tháng 4 năm 2022 (Lễ Thanh minh), nhưng đã bị hoãn lại đến ngày 24 tháng 6 năm 2022.

### Rạp chiếu phim và phòng vé
| Ngày phát hành | Quốc gia           | Sự tham gia sân khấu | Tổng doanh thu phòng vé |
| -------------- | ------------------ | -------------------- | ----------------------- |
| 2022-06-24     | Trung Quốc đại lục | 529.022              | 253.770.000 đô la       |
| 2022-08-04     | Úc                 | 44                   | 42.191 đô la            |
| 2022-08-04     | New Zealand        | 12                   | 6.877 đô la             |
| 2022-08-05     | Canada             | Giới hạn             |                         |
| 2022-08-05     | Hoa Kỳ             | Giới hạn             |                         |

### Phát trực tuyến và lượng người xem
| Ngày phát hành | Dịch vụ phát trực tuyến                            | Khu vực có sẵn                                                                                       | Lượng người xem |
| -------------- | -------------------------------------------------- | --- | --- |
| 2022-08-26     | IQIYI, Tencent Video, Youku, Mango TV, Xigua Video | Trung Quốc đại lục                                                                                   | |
| 2022-09-24     | Netflix                                            | Hồng Kông, Ấn Độ, Nhật Bản, Malaysia, Philippines, Singapore, Hàn Quốc, Đài Loan, Thái Lan, Việt Nam | TUẦN TRONG TOP 10: 3 tuần ở Hồng Kông, 1 tuần ở Malaysia, 1 tuần ở Singapore, 6 tuần ở Đài Loan, 1 tuần ở Thái Lan, 3 tuần ở Việt Nam. |

## Đón nhận
Douban, một trang web đánh giá phim truyền hình lớn của Trung Quốc, đã chấm cho bộ phim này 7,3 trên 10.